# Úrvalsdeild 2013
La Úrvalsdeild 2013 (detta anche Pepsi Úrvalsdeild per motivi di sponsorizzazione) è stata la 102ª edizione della massima divisione del calcio islandese. La stagione, i cui calendari furono pubblicati dalla KSÍ il 10 novembre 2012, è iniziata il 5 maggio e si è conclusa il 28 settembre 2013. Il KR Reykjavík ha vinto il campionato per la ventiseiesima volta ed ha pertanto acquisito il titolo di "Campione d'Islanda", ad appena due anni di distanza dall'ultima volta.
Capocannoniere del torneo fu Atli Viðar Björnsson con 13 reti.

## Formula
Le 12 squadre partecipanti si sono affrontate in un girone di andata e ritorno, per un totale di 22 giornate.
La squadra campione di Islanda ha il diritto a partecipare alla UEFA Champions League 2014-2015 partendo dal secondo turno di qualificazione.
Le squadre classificate al secondo e terzo posto sono ammesse alla UEFA Europa League 2014-2015 partendo dal primo turno di qualificazione.
La vincitrice della Coppa nazionale è ammessa alla UEFA Europa League 2014-2015 partendo dal secondo turno di qualificazione.
Le ultime due classificate sono retrocesse direttamente in 1. deild karla.

## Squadre partecipanti
| Club              | Stagione  | Città          | Stadio           | Posizione 2012             |
| ----------------- | --------- | -------------- | ---------------- | -------------------------- |
| Breiðablik        |           | Kópavogur      | Kópavogsvöllur   | 2º posto                   |
| FH Hafnarfjörður  |           | Hafnarfjörður  | Kaplakriki       | Campione                   |
| Fram Reykjavík    |           | Reykjavík      | Laugardalsvöllur | 10º posto                  |
| Fylkir            |           | Reykjavík      | Fylkisvöllur     | 7º posto                   |
| ÍA Akraness       |           | Akranes        | Akranesvöllur    | 6º posto                   |
| ÍBV Vestmannæyja  |           | Vestmannaeyjar | Hásteinsvöllur   | 3º posto                   |
| Keflavík          |           | Keflavík       | Nettó-völlur     | 9º posto                   |
| KR Reykjavík      | dettaglio | Reykjavík      | KR-völlur        | 4º posto                   |
| Stjarnan          |           | Garðabær       | Stjörnuvöllur    | 5º posto                   |
| Þór               |           | Akureyri       | Þórsvöllur       | 1º posto in 1. deild karla |
| Valur             |           | Reykjavík      | Vodafonevöllurin | 8º posto                   |
| Víkingur Ólafsvík |           | Ólafsvík       | Ólafsvíkurvöllur | 2º posto in 1. deild karla |

## Classifica
|                    | Pos. | Squadra           | Pt | G  | V  | N | P  | GF | GS | DR  |
| ------------------ | ---- | ----------------- | -- | -- | -- | - | -- | -- | -- | --- |
| Islanda (bandiera) | 1.   | KR Reykjavík      | 52 | 22 | 17 | 1 | 4  | 50 | 27 | +23 |
|                    | 2.   | FH Hafnarfjörður  | 47 | 22 | 14 | 5 | 3  | 47 | 22 | +25 |
|                    | 3.   | Stjarnan          | 43 | 22 | 13 | 4 | 5  | 34 | 25 | +9  |
|                    | 4.   | Breiðablik        | 39 | 22 | 11 | 6 | 5  | 37 | 27 | +10 |
|                    | 5.   | Valur             | 33 | 22 | 8  | 9 | 5  | 45 | 31 | +14 |
|                    | 6.   | ÍBV Vestmannæyja  | 29 | 22 | 8  | 5 | 9  | 26 | 28 | -2  |
|                    | 7.   | Fylkir            | 26 | 22 | 7  | 5 | 10 | 33 | 33 | 0   |
|                    | 8.   | Þór               | 24 | 22 | 6  | 6 | 10 | 31 | 44 | -13 |
|                    | 9.   | Keflavík          | 24 | 22 | 7  | 3 | 12 | 33 | 47 | -14 |
|                    | 10.  | Fram Reykjavík    | 22 | 22 | 6  | 4 | 12 | 26 | 37 | -11 |
|                    | 11.  | Víkingur Ólafsvík | 17 | 22 | 3  | 8 | 11 | 21 | 35 | -14 |
|                    | 12.  | ÍA Akraness       | 11 | 22 | 3  | 2 | 17 | 29 | 56 | -27 |

Legenda:

      Campione d'Islanda e ammessa alla UEFA Champions League 2014-2015

      Ammesse alla UEFA Europa League 2014-2015

      Retrocesse in 1. deild karla 2014

## Risultati
|                    | Bre  | Fra  | Fyl  | Haf  | ÍA   | ÍBV  | Kef  | KR   | Stj  | Þór  | Val  | Vík  |
| ------------------ | ---- | ---- | ---- | ---- | ---- | ---- | ---- | ---- | ---- | ---- | ---- | ---- |
| Breiðablik         | –––– | 1-2  | 1-4  | 0-1  | 4-1  | 3-1  | 3-2  | 3-0  | 2-1  | 4-1  | 1-0  | 2-0  |
| Fram Reykjavik     | 1-1  | –––– | 1-1  | 0-2  | 1-0  | 0-1  | 2-3  | 2-1  | 0-1  | 4-1  | 0-4  | 3-4  |
| Fylkir             | 0-1  | 3-0  | –––– | 0-1  | 1-1  | 0-1  | 3-0  | 2-3  | 0-1  | 1-4  | 1-2  | 2-1  |
| FH Hafnarfjörður   | 0-0  | 2-1  | 2-1  | –––– | 2-0  | 1-1  | 2-1  | 2-4  | 4-0  | 1-0  | 3-3  | 2-2  |
| ÍA Akranes         | 2-2  | 2-0  | 1-3  | 2-6  | –––– | 2-1  | 2-3  | 3-1  | 1-3  | 1-2  | 1-3  | 0-5  |
| ÍBV Vestmannaeyjar | 4-1  | 1-0  | 3-1  | 1-2  | 1-0  | –––– | 1-1  | 0-2  | 1-0  | 1-2  | 0-2  | 1-1  |
| Keflavík           | 1-2  | 1-2  | 2-2  | 0-4  | 5-4  | 4-2  | –––– | 0-2  | 0-2  | 1-3  | 2-0  | 2-0  |
| KR Reykjavik       | 1-1  | 2-1  | 4-1  | 3-1  | 4-2  | 3-1  | 3-0  | –––– | 2-1  | 3-0  | 3-1  | 2-1  |
| Stjarnan           | 3-2  | 3-2  | 1-2  | 2-1  | 1-0  | 1-0  | 1-0  | 3-1  | –––– | 3-1  | 1-1  | 3-2  |
| Þór                | 1-2  | 1-1  | 2-2  | 0-3  | 1-0  | 1-3  | 2-2  | 1-3  | 1-1  | –––– | 3-5  | 1-0  |
| Valur              | 1-1  | 1-1  | 1-3  | 1-1  | 6-4  | 1-1  | 4-0  | 1-2  | 1-1  | 2-2  | –––– | 0-0  |
| Víkingur Ólafsvík  | 0-0  | 1-2  | 0-0  | 0-4  | 1-0  | 0-0  | 1-3  | 0-1  | 1-1  | 1-1  | 0-5  | –––– |

## Verdetti
- Campione d'Islanda:  KR Reykjavík
- In UEFA Champions League 2014-2015:  KR Reykjavík (al secondo turno di qualificazione)
- In UEFA Europa League 2014-2015:  FH Hafnarfjörður,  Stjarnan e  Fram Reykjavík[4] (al primo turno di qualificazione)
- Retrocesse in 1. deild karla:  Víkingur Ólafsvík e  ÍA Akraness

## Statistiche e record

### Classifica marcatori
| Gol | Rigori |  | Giocatore                 | Squadra          |
| --- | ------ |  | ------------------------- | ---------------- |
| 13  |        |  | Atli Viðar Björnsson      | FH Hafnarfjörður |
| 13  | 1      |  | Viðar Örn Kjartansson     | Fylkir           |
| 13  | 2      |  | Gary Martin               | KR Reykjavík     |
| 10  | 1      |  | Chukwudi Chijindu         | Þór              |
| 10  | 1      |  | Hólmbert Aron Friðjónsson | Fram Reykjavík   |
| 9   |        |  | Björn Daníel Sverrisson   | FH Hafnarfjörður |
| 9   |        |  | Hörður Sveinsson          | Keflavík         |
| 9   |        |  | Árni Vilhjálmsson         | Breiðablik       |
| 9   | 2      |  | Halldór Orri Björnsson    | Stjarnan         |
| 8   |        |  | Baldur Sigurðsson         | KR Reykjavík     |

Fonte:

### Record
- Maggior numero di vittorie:  KR Reykjavík (17)
- Maggior numero di vittorie in casa:  KR Reykjavík (10)
- Maggior numero di vittorie in trasferta:  FH Hafnarfjörður (8)
- Minor numero di vittorie:  Víkingur Ólafsvík e  ÍA Akraness (3)
- Minor numero di vittorie in casa:  Víkingur Ólafsvík (1)
- Minor numero di vittorie in trasferta:  ÍA Akraness (0)
- Maggior numero di pareggi:  Valur (9)
- Maggior numero di pareggi in casa:  Valur (7)
- Maggior numero di pareggi in trasferta:  Breiðablik (6)
- Minor numero di pareggi:  KR Reykjavík (1)
- Minor numero di pareggi in casa:  Breiðablik (0)
- Minor numero di pareggi in trasferta:  KR Reykjavík (0)
- Maggior numero di sconfitte:  ÍA Akraness (17)
- Maggior numero di sconfitte in casa:  Fylkir e  ÍA Akraness (7)
- Maggior numero di sconfitte in trasferta:  ÍA Akraness (10)
- Minor numero di sconfitte:  FH Hafnarfjörður (3)
- Minor numero di sconfitte in casa:  KR Reykjavík (0)
- Minor numero di sconfitte in trasferta:  Breiðablik e  FH Hafnarfjörður (2)
- Miglior attacco:  KR Reykjavík (50 gol fatti)
- Peggior attacco:  Víkingur Ólafsvík (21 gol fatti)
- Miglior difesa:  FH Hafnarfjörður (22 gol subiti)
- Peggior difesa:  ÍA Akraness (56 gol subiti)
- Miglior differenza reti:  FH Hafnarfjörður (+25)
- Peggior differenza reti:  ÍA Akraness (-27)
- Miglior serie positiva:  Breiðablik (13 risultati utili consecutivi, dalla 5ª alla 17ª giornata)
- Miglior serie positiva in casa:  KR Reykjavík (11 risultati utili consecutivi; imbattuto)
- Miglior serie positiva in trasferta:  Breiðablik (9 risultati utili consecutivi)
- Maggior numero di vittorie consecutive:  KR Reykjavík (5, dalla 6ª alla 10ª giornata)
- Maggior numero di vittorie consecutive in casa:  KR Reykjavík (8)
- Maggior numero di vittorie consecutive in trasferta:  KR Reykjavík (4)
- Maggior numero di pareggi consecutivi:  Víkingur Ólafsvík e  Þór (4, dalla 15ª alla 18ª giornata)
- Maggior numero di pareggi consecutivi in casa:  Víkingur Ólafsvík (4)
- Maggior numero di pareggi consecutivi in trasferta:  Breiðablik (4)
- Maggior numero di sconfitte consecutive:  ÍA Akraness (6, dalla 5ª alla 10ª giornata)
- Maggior numero di sconfitte consecutive in casa:  Fylkir (5)
- Maggior numero di sconfitte consecutive in trasferta:  ÍA Akraness (5)

### Partite
- Partita con più reti:  Valur 6-4  ÍA Akraness (10 gol, 13ª giornata)
- Partite con maggior scarto di gol:  ÍA Akraness 0-5  Víkingur Ólafsvík,  Víkingur Ólafsvík 0-5  Valur (5 gol, 20ª e 22ª giornata)
- Giornata con maggior numero di gol: 6ª giornata (27 gol)
- Giornate con minore numero di gol: 4ª e 15ª giornata (12 gol)